# Terneuzen
Terneuzen (anhörenⓘ) (seeländisch Terneuzen oder Neuzen) ist eine Gemeinde im Südwesten der Niederlande. Sie hatte am 1. Januar 2025 laut CBS 55.663 Einwohner, womit sie die größte in der Provinz Zeeland ist. Sie hat nach Rotterdam und Amsterdam den drittgrößten Hafen der Niederlande.

## Orte
Die Gemeinde besteht aus folgenden Ortsteilen:
| Ort          | Einwohner |
| ------------ | --------- |
| Terneuzen    | 26.050    |
| Axel         | 07.845    |
| Biervliet    | 01.580    |
| Hoek         | 02.840    |
| Koewacht     | 02.610    |
| Overslag     | 00.250    |
| Philippine   | 02.020    |
| Sas van Gent | 03.925    |
| Sluiskil     | 02.260    |
| Spui         | 00.185    |
| Westdorpe    | 01.925    |
| Zaamslag     | 02.715    |
| Zuiddorpe    | 00.910    |
| Gemeinde     | 55.115    |

1. ↑  (Stand: 1. Januar 2024)

## Lage und Wirtschaft
Terneuzen liegt an der Schelde in Zeeuws Vlaanderen, dem niederländischen Teil Flanderns, der zur Provinz Zeeland gehört. Im Süden grenzt die Gemeinde an das belgische Ostflandern. Der 43 km lange Kanal Zeekanal Gent–Terneuzen verbindet Terneuzen mit Gent in Belgien.
Die Branchen Handel und Warenumschlag bieten viele Arbeitsplätze.
Entlang des Kanals liegen Betriebe der chemischen Industrie sowie eine Papier- und Kartonfabrik. Sas van Gent (= Schleuse von Gent) liegt an der belgischen Grenze am Kanal, auf halbem Wege nach Gent.
In Koewacht wird viel Flachs angebaut. Philippine ist ein Zentrum der Muschelkultur mit vielen Restaurants.
In Zuiddorpe wird Spargel angebaut. Der Tourismus ist ein weiterer wichtiger Wirtschaftsfaktor in Terneuzen.
Terneuzen ist mit den Niederlanden per Straße über den Westerscheldetunnel verbunden. Der Tunnel ist mautpflichtig, er wurde im März 2003 eröffnet. Auf der Schiene besteht nur eine Verbindung nach Belgien, die seit 1951 ausschließlich für Frachtverkehr genutzt wird.

## Geschichte
Terneuzen entstand auf einer Landzunge (nes, nase); aber die Landzunge glich auch einer Nase (niederländisch: neus) und erhielt 1491 eine Stadtbefestigung. Es war, wie auch die 1644 zur Grenzfestung gemachte Stadt Sas van Gent, im Achtzigjährigen Krieg heftig umkämpft, da dieses protestantische hollandtreue Gebiet das katholische Flandern vom Meer trennte.
Terneuzen rühmt sich, der Geburtsort des Fliegenden Holländers zu sein.
Mehrere Orte litten unter Sturmfluten, darunter Zaamslag, das 1650 völlig vernichtet wurde und anschließend von Grund auf neu errichtet werden musste. Die letzte dieser Katastrophen fand am 1. Februar 1953 statt.
Der Kanal Gent–Terneuzen wurde 1827 eröffnet, als die Niederlande und Belgien vorübergehend ein gemeinsames Königreich bildeten.
Biervliet ist stolz auf Willem Beukelszoon, der im 14. Jahrhundert das „kaaken“ erfunden hat, das Ausnehmen von Hering, damit der Fisch nicht so schnell verdirbt (siehe auch Matjes). Sein Standbild steht mitten im Ort.

## Politik

### Sitzverteilung im Gemeinderat
Der Gemeinderat von Terneuzen findet sich seit 1982 wie folgt zusammen:
| Partei                              | Sitze a | Sitze a | Sitze a | Sitze a | Sitze a | Sitze a | Sitze a | Sitze a | Sitze a | Sitze a | Sitze a |
| Partei                              | 1982    | 1986    | 1990    | 1994    | 1996    | 2002    | 2006    | 2010    | 2014    | 2018    | 2022    |
| ----------------------------------- | ------- | ------- | ------- | ------- | ------- | ------- | ------- | ------- | ------- | ------- | ------- |
| TOP GemeenteBelangen b              | –       | –       | –       | –       | –       | 4       | 5       | 8       | 10      | 7       | 7       |
| CDA                                 | 7       | 9       | 9       | 7       | 4       | 9       | 7       | 6       | 5       | 6       | 5       |
| VVD                                 | 6       | 5       | 4       | 4       | 4       | 3       | 3       | 2       | 2       | 3       | 3       |
| PVV                                 | –       | –       | –       | –       | –       | –       | –       | –       | –       | 4       | 3       |
| PvdA                                | 7       | 7       | 5       | 5       | 5       | 8       | 10      | 8       | 4       | 3       | 3       |
| ChristenUnie                        | –       | –       | –       | –       | –       | 2       | 2       | 2       | 2       | 2       | 2       |
| SGP                                 | 2       | 1       | 2       | 2       | 2       | 2       | 2       | 2       | 2       | 1       | 2       |
| 50PLUS                              | –       | –       | –       | –       | –       | –       | –       | –       | –       | 1       | 1       |
| SP                                  | –       | –       | –       | –       | –       | –       | –       | 1       | –       | 1       | 1       |
| D66                                 | 1       | 1       | 2       | 3       | 1       | 1       | 0       | 1       | 2       | 1       | 1       |
| GroenLinks                          | –       | –       | 2       | 2       | 1       | 1       | 1       | 1       | 1       | 1       | 1       |
| Terneuzen Sterk                     | –       | –       | –       | –       | –       | –       | –       | –       | –       | –       | 1       |
| Sociaal Terneuzen                   | –       | –       | –       | –       | –       | –       | –       | –       | –       | 1       | 1       |
| 55 Terneuzen c                      | –       | –       | –       | –       | –       | –       | –       | –       | 2       | 0       | –       |
| Partij voor Zeeland                 | –       | –       | –       | –       | –       | –       | –       | –       | 1       | –       | –       |
| Lijst Cees Freeke Terneuzen c       | –       | –       | –       | –       | –       | –       | 1       | 0       | –       | –       | –       |
| LPF                                 | –       | –       | –       | –       | –       | 1       | –       | –       | –       | –       | –       |
| Terneuzense Onafhankelijke Partij b | –       | –       | –       | –       | 4       | –       | –       | –       | –       | –       | –       |
| GPV                                 | 1       | 1       | 1       | 2       | 2       | –       | –       | –       | –       | –       | –       |
| RPF                                 | 1       | 1       | 1       | 2       | 2       | –       | –       | –       | –       | –       | –       |
| Links Perspectief Terneuzen         | 1       | 1       | –       | –       | –       | –       | –       | –       | –       | –       | –       |
| Gesamt                              | 25      | 25      | 25      | 25      | 23      | 31      | 31      | 31      | 31      | 31      | 31      |

Anmerkungen

## Merk- und Sehenswürdigkeiten
- Das historische Städtchen Axel besitzt ein Heimatmuseum und zwei weitere sehr kleine Museen, einige alte Häuser und in der Umgebung etwas Wald.
- Malerischer, aber viel kleiner als Axel ist Biervliet.
- Hoek ist ein einfaches Dorf, hat aber den weitaus besten Fußballklub der Region (der einzige Profi-Verein in der Nähe aber ist AA Gent in Belgien).
- In Philippine kann man in der Saison (etwa vom 15. Juli bis Februar des nächsten Jahres) gut Muscheln essen.
- Westdorpe rühmt sich des Naturgebietes Canisvlietse Kreek
- Zuiddorpe besteht aus einigen schönen Lindenalleen.

## Söhne und Töchter der Gemeinde
- Adri van Male (1910–1990), Fußballspieler
- José de Meijer (1915–2000), Politiker, Staatssekretär, Mitglied der Zweiten Kammer der Generalstaaten
- Lodewijk van den Berg (1932–2022), US-Astronaut
- Klaas de Vries (* 1944), Komponist
- Ton Kalle (* 1955), Bildhauer
- Sandra Roelofs (* 1968), Sprachwissenschaftlerin
- Renzo Martens (* 1973), Konzeptkünstler
- Rick van Drongelen (* 1998), Fußballspieler